# Scherversuch
Der Scherversuch dient der Untersuchung der Belastungsfähigkeit eines Werkstoffs gegen Abscherung. 
Dazu wird ein definierter Rundstab in eine Schervorrichtung eingespannt und einer ständig wachsenden Scherkraft ausgesetzt, bis er abgeschert ist. Die Abscherkraft Fm wird gemessen und auf die gesamte Scherfläche S0 aufgeteilt. Daraus ergibt sich die Scherfestigkeit τ:
{\displaystyle \tau ={\frac {F_{m}}{2\cdot S_{0}}}}
In o. g. Formel stammt die 2 im Nenner daher, dass der Rundstab in den üblichen Schervorrichtungen meist an zwei Scherflächen abgeschert wird. Daher setzt sich die gesamte Scherfläche, die für die Formel relevant ist, aus der Summe von zwei (meist gleich großen) Einzelscherflächen S0 zusammen. Für die Einzelscherfläche eines Rundstabes gilt (zumindest annähernd):
{\displaystyle S_{0}={\frac {\pi }{4}}\cdot d_{0}^{2}}
mit dem Anfangs-Durchmesser {\displaystyle d_{0}} des Rundstabs.